# Idioma komi permio

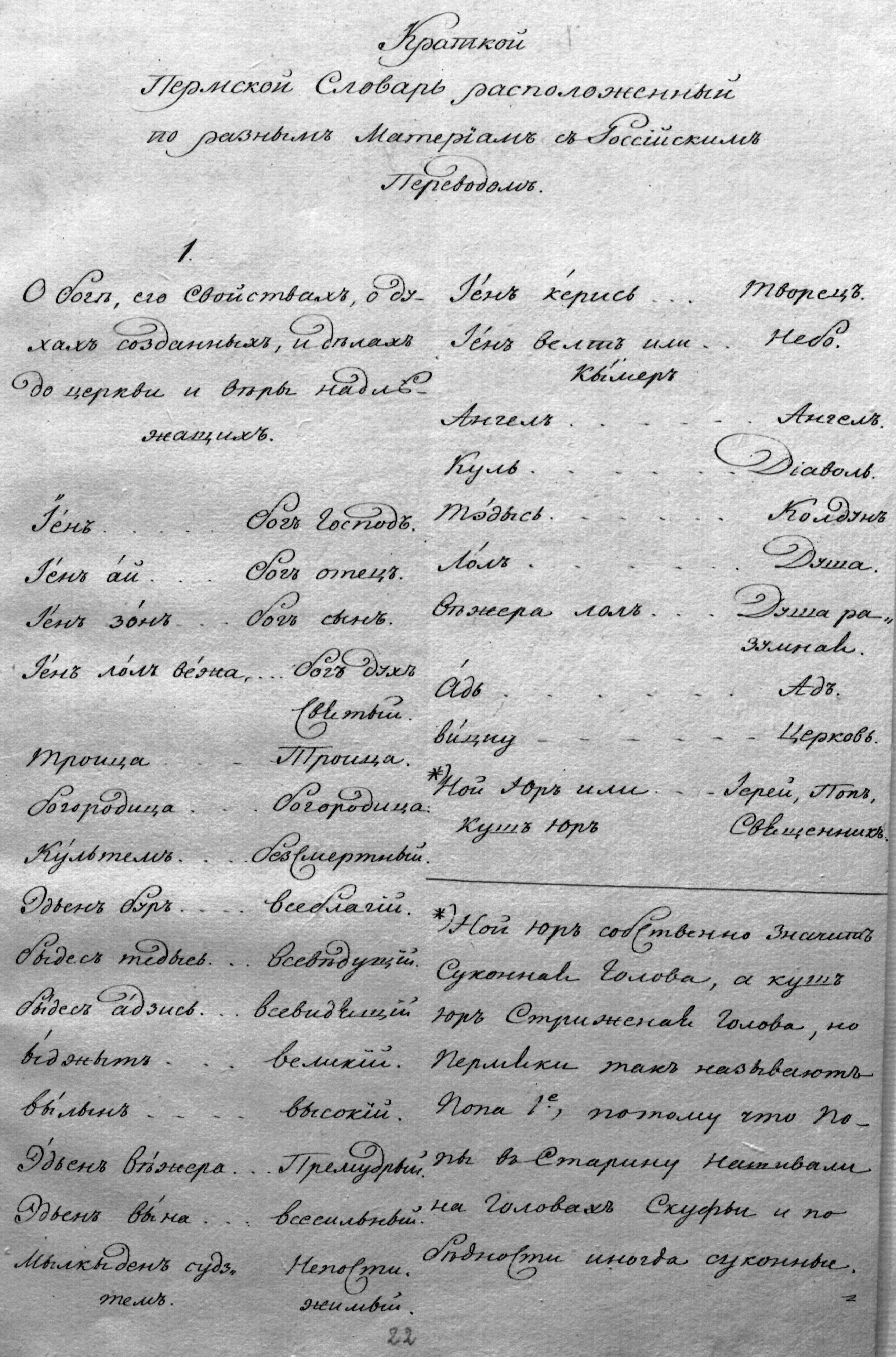
El primer diccionario del Komi-permyak (1785)

El komi permio (autoglotónimo: Коми-Пермяцкӧй Komi-Permjacköj) es una lengua fino-úgrica relacionada con el komi ziriano y el udmurto. Es hablado en la región de Permiakia en el curso alto del río Kama. Se escribe usando el alfabeto cirílico y es cooficial con el ruso en el distrito semiautónomo de Permiakia. Tiene aproximadamente 63 000 hablantes (en 2010). Muchos de ellos son bilingües y utilizan también el ruso.

## Glotónimo
El nombre original de la lengua Komi-Permyak es коми кыв "lengua Komi", idéntico al nombre nativo de la lengua Komi-Zyrian.
En la década de 1920, las autoridades soviéticas introdujeron el nuevo nombre de la lengua Komi en la región de Perm como коми-пермяцкий язык, combinando el nombre nativo del idioma con el ruso. El nuevo nombre fue transliterado en Komi como коми-пермяцкöй кыв 'lengua Komi-Permyak'. De esta manera el idioma local fue nominalmente separado de la lengua Komi-Zyrian, que recibió oficialmente el nombre original коми кыв. Los Komis de la región Perm tuvieron que usar oficialmente el nuevo nombre, aunque tenía connotaciones abusivas para los altavoces, continuando en su discurso coloquial para utilizar exclusivamente el nombre original de su lengua como коми кыв.
Sólo a principios de los años 2000 (década) se ha iniciado un controvertido proceso de sustitución del ofensivo por un nombre oficial más correcto. El término перем коми кыв 'lengua Komi-Permyak' fue propuesto y se usa hoy en día (junto con el término antiguo) en medios de comunicación locales, en artículos científicos y en la Wikipedia Komi-Permyak.

## Dialectos
Todos los dialectos Komi-Permyak son fácilmente inteligibles entre sí y en cierta medida con los dialectos Komi-Zyrian.
El komi permio tiene tres principales dialectos: el septentrional (en el norte de Permiakia por las orillas de los ríos Kama y Kosa), el meridional (en el sur de Permiakia en la cuenca del río Inva) y el del Kama Alta (en el óblast de Kírov). También el komi permio a veces incluye al dialecto komi yazva, que es hablado por unas dos mil personas en varias villas pequeñas en la parte noroeste del krai de Perm cerca del río Yazva.

## Fonología
|             |          | Labial | Dental | Postalveolar | Palatal | Velar |
| ----------- | -------- | ------ | ------ | ------------ | ------- | ----- |
| Nasal       | Nasal    | m      | n      |              | ɲ       |       |
| Oclusiva    | sorda    | p      | t      |              | c       | k     |
| Oclusiva    | sonora   | b      | d      |              | ɟ       | ɡ     |
| Africada    | sorda    |        | t͡s1    | t͡ʃ           | t͡ɕ      |       |
| Africada    | sonora   |        |        | d͡ʒ           | d͡ʑ      |       |
| Fricativa   | sorda    | f1     | s      | ʃ            | ɕ       | x1    |
| Fricativa   | sonora   | v      | z      | ʒ            | ʑ       |       |
| Vibrante    | Vibrante |        | r      |              |         |       |
| Aproximante | central  |        |        |              | j       |       |
| Aproximante | lateral  |        | l      |              | ʎ       |       |

1. Sólo en préstamos del ruso.

|         | Anterior | Central | Posterior |
| ------- | -------- | ------- | --------- |
| Cerrada | i        | ɨ       | u         |
| Media   | e        | ə       | o         |
| Abierta |          | a       |           |

## Sistema de escritura
| А а | Б б | В в | Г г | Д д | Е е | Ё ё |  |
| Ж ж | З з | И и | І і | Й й | К к | Л л |  |
| М м | Н н | О о | Ӧ ӧ | П п | Р р | С с |  |
| Т т | У у | Ф ф | Х х | Ц ц | Ч ч | Ш ш |  |
| Щ щ | Ъ ъ | Ы ы | Ь ь | Э э | Ю ю | Я я |  |

Alfabeto komi-permyak (Коми анбур)
| Mayúscula | Minúscula | Transliteración | AFI                                                     | Nombre de la letra       |
| A         | a         | a               | [ɑ]                                                     | а                        |
| Б         | б         | b               | [b]                                                     | бэ                       |
| В         | в         | v               | [v]                                                     | вэ                       |
| Г         | г         | g               | [g]                                                     | гэ                       |
| Д         | д         | d               | [d]; como palatal, [ɟ]                                  | дэ                       |
| Е         | е         | e               | [je]; [ʲe], [e] después de c excepto [t, ɟ, s, z, n, l] | е                        |
| Ё         | ё         | ë               | [jo]; [ʲo]: [o] después de [c, ɟ, ɕ, ʑ, ɲ, ʎ]           | ё                        |
| Ж         | ж         | ž               | [ʒ]                                                     | жэ                       |
| З         | з         | z               | [z]; como palatal [ʑ]                                   | зэ                       |
| И         | и         | i               | [i], [ʲi]                                               | (небыт) и "i (suave)"    |
| І         | і         | ï               | [i] después de [t, d, s, z, n, l]                       | чорыт и "i dura"         |
| Й         | й         | j               | [j]                                                     | дженыт и                 |
| К         | к         | k               | [k]                                                     | ка                       |
| Л         | л         | l               | [ɫ]; como palatal [ʎ]                                   | эл                       |
| М         | м         | m               | [m]                                                     | эм                       |
| Н         | н         | n               | [n]; como palatal [ɲ]                                   | эн                       |
| О         | о         | o               | [o]                                                     | o                        |
| Ӧ         | ӧ         | ö               | [ə]                                                     | ӧ                        |
| П         | п         | p               | [p]                                                     | пэ                       |
| Р         | р         | r               | [r]                                                     | эр                       |
| С         | с         | s               | [s]; como palatal [ɕ]                                   | эс                       |
| Т         | т         | t               | [t]; como palatal [c]                                   | тэ                       |
| У         | у         | u               | [u]                                                     | у                        |
| Ф         | ф         | f               | [f]                                                     | эф                       |
| Х         | х         | x               | [x]                                                     | ха                       |
| Ц         | ц         | c               | [ts]                                                    | цэ                       |
| Ч         | ч         | č               | [tɕ]                                                    | чэ                       |
| Ш         | ш         | š               | [ʃ]                                                     | ша                       |
| Щ         | щ         | šč              | [ɕ], [ɕː]                                               | ща                       |
| Ъ         | ъ         |                 | -                                                       | чорыт пас "signo duro"   |
| Ы         | ы         | y               | [ɨ]                                                     | ы                        |
| Ь         | ь         | '               | [ʲ]                                                     | небыт пас "signo blando" |
| Э         | э         | è               | [e]                                                     | э                        |
| Ю         | ю         | ju              | [ju]; [ʲu], [u] después de [c, ɟ, ɕ, ʑ, ɲ, ʎ]           | ю                        |
| Я         | я         | ja              | [jɑ]; [ʲa], [a] después de [c, ɟ, ɕ, ʑ, ɲ, ʎ]           | я                        |

## Gramática
El komi-permyak es una lengua aglutinante. Utiliza los afijos para expresar la posesión, para especificar el modo, el tiempo, etc.

### Nombres
En Komi-Permyak hay dos números gramaticales: singular y plural. Lo singular es la forma no marcada de una palabra, y el plural se obtiene flexionando el singular.
El marcador plural de sustantivos es / ez / (ortograficamente эз o ез) inmediatamente después de una palabra stem antes de cualquier caso u otros afijos. La última consonante del tallo antes del sufijo plural tiene que ser duplicada.
| Singular | Plural               | Español              |
| -------- | -------------------- | -------------------- |
| керку    | керкуэз /kerkuez/    | edificio – edificios |
| морт     | морттэз /morttez/    | humano – humanos     |
| нянь     | няннез /ɲaɲɲez/      | pan – panes          |
| вӧв      | вӧввез /vəvvez/      | caballo – caballos   |
| джыдж    | джыджжез /d͡ʒɨd͡ʒd͡ʒez/ | vencejo – vencejos   |
| кай      | кайез /kajjez/       | pájaro – pájaros     |

### Posesión
Los sufijos posesivos del Komi-Permyak se añaden al final de los sustantivos antes o después de un sufijo de caso dependiendo del caso. Los tres sufijos de posesión singular tienen además de sus formas principales las variantes débiles que se combinan con una forma débil de sufijo plural, formas débiles de algunos casos o que forman los sufijos de posesión plural.
| Persona  | Sufijo   | Ejemplo    | Traducción                |
| Singular | Singular | Singular   | Singular                  |
| -------- | -------- | ---------- | ------------------------- |
| 1        | ö        | керкуö     | mi casa                   |
| 1        | м1       | керкуам    | en mi casa                |
| 2        | ыт       | керкуыт    | su (Vd.) casa             |
| 2        | т1       | керкусит   | fuera de su (Vd.) casa    |
| 3        | ыс       | керкуыс    | su (él) casa, la casa     |
| 3        | с1       | керкуэс    | sus (él) casas, las casas |
| Plural   |          |            |                           |
| 1        | ным      | керкуным 2 | nuestra casa              |
| 2        | ныт      | керкуныт 2 | vuestra casa              |
| 3        | ныс      | керкуныс 2 | su (ellos) casa           |

1. Las variantes débiles del sufijo.
2. El elemento ны es una marca de posesión plural.

## Casos
Se supone que el lenguaje estándar Komi-Permyak tiene dieciocho casos nominales: diez casos gramaticales y ocho casos locativos. Las disputas continúan sobre el estado de algunas postposiciones monosilábicas y un conjunto de formas dialectales reducidas de postposiciones que pueden tratarse también como sufijos de caso. La cantidad máxima de todos los casos posibles llega a 30.
Los sufijos de caso se añaden al final de sustantivos antes o después de un sufijo posesivo dependiendo del caso. Algunos casos tienen variantes débiles de sus sufijos que se combinan con las variantes débiles de sufijos posesivos.
| Casos del Komi-Permyak | Casos del Komi-Permyak | Casos del Komi-Permyak | Casos del Komi-Permyak       |
| Caso                   | Sufijo                 | Ejemplo                | Traducción                   |
| Casos gramaticales     | Casos gramaticales     | Casos gramaticales     | Casos gramaticales           |
| ---------------------- | ---------------------- | ---------------------- | ---------------------------- |
| nominativo             | -                      | öшын                   | ventana                      |
| acusativo              | -                      | öшын                   | ventana (como un objeto)     |
| acusativo              | öc                     | мортöc                 | un hombre (como un objeto)   |
| acusativo              | ö                      | öшынсö                 | la ventana (como un objeto)  |
| genitivo               | лöн                    | öшынлöн                | de una ventana               |
| ablativo               | лiсь                   | öшынлісь               | desde una ventana            |
| dativo                 | лö                     | öшынлö                 | para una ventana             |
| instrumental           | öн                     | öшынöн                 | por medio de una ventana     |
| instrumental           | на                     | öшыннас                | por medio de la ventana      |
| comitativo             | кöт                    | öшынкöт                | con una ventana              |
| abesivo                | тöг                    | öшынтöг                | sin una ventana              |
| consecutivo            | лa                     | öшынла                 | conseguir una ventana        |
| preclusivo             | ся                     | öшынся                 | excepto una ventana          |
| Casos locativos        |                        |                        |                              |
| inesivo                | ын                     | öшынын                 | en una ventana               |
| inesivo                | а                      | öшынас                 | en la ventana                |
| ilativo                | ö                      | öшынö                  | hacia adentro de una ventana |
| ilativo                | а                      | öшынас                 | hacia adentro de la ventana  |
| elativo                | ись                    | öшынісь                | fuera de una ventana         |
| elativo                | си                     | öшынсис                | fuera de la ventana          |
| aproximativo           | лaнь                   | öшынлaнь               | hacia una ventana            |
| aproximativo           | ланя                   | öшынланяс              | hacia la ventana             |
| egresivo               | сянь                   | öшынсянь               | empezando desde una ventana  |
| egresivo               | сяня                   | öшынсяняс              | empezando desde la ventana   |
| prolativo              | öт                     | öшынöт                 | a lo largo de una ventana    |
| prolativo              | öття                   | öшынöттяс              | a lo largo de la ventana     |
| terminativo 1          | öдз                    | öшынöдз                | tan lejos como una ventana   |
| terminativo 1          | öдзза                  | öшынöдззас             | tan lejos como la ventana    |
| terminativo 2          | ви                     | öшынви                 | hasta una ventana            |

## Adjetivos
Atributivamente, los adjetivos de Komi-Permyak preceden a los sustantivos que modifican y no se rehúsan: басöк нывка 'muchacha hermosa' → басöк нывкаэслö 'a las muchachas hermosas'.
Sin embargo, la mayoría de los adjetivos también pueden usarse como sustantivos ya veces como aposiciones, en cuyo caso se rechazan: p. Ыджыт ("grande") → ыджыттэзісь ("fuera de los grandes"). El paradigma declensional es el mismo que por los sustantivos, excepto la forma acusativa principal, que se convirtió en adjetivos sufijo ö en lugar de öс o un morfema nulo por sustantivos: адззи басöк нывкаöс 'He encontrado una hermosa niña' → адззи басöкö 'He encontrado una [niña] hermosa'.
Ser predicativo, un adjetivo concuerda con el sujeto para el número. El marcador plural de la predicativa es öсь: керкуыс ыджыт 'la casa es grande' → керкуэc ыджытöсь 'las casas son grandes'.El adjetivo en Komi-Permyak tiene 5 grados de comparación:
| Grado       | Afijo       | Ejemplo | Traducción      |
| ----------- | ----------- | ------- | --------------- |
| Básico      | -           | том     | joven           |
| Comparativo | -жык        | томжык  | más joven (que) |
| Superlativo | мед-        | медтом  | el/la más joven |
| Sativo      | -кодь       | томкодь | muy joven       |
| Excessivo   | -öв         | томöв   | demasiado joven |
| Diminutivo  | -ыник / -ик | томыник | bastante joven  |

El comparativo y el superlativo comparan la intensidad de la calidad de un objeto con la del otro objeto. El sativo, excesivo y diminutivo comparan la intensidad de la calidad con su grado básico.

## Numerales
Los numerales en Komi-Permyak:
| Números | Numerales cardinales         | Numerales ordinales            |
| ------- | ---------------------------- | ------------------------------ |
| 1       | ӧтік                         | медодзза                       |
| 2       | кык                          | мöдік                          |
| 3       | куим                         | куимöт                         |
| 4       | нёль                         | нёльöт                         |
| 5       | вит                          | витöт                          |
| 6       | квать                        | кватьöт                        |
| 7       | сизим                        | сизимöт                        |
| 8       | кыкьямыс                     | кыкьямысöт                     |
| 9       | ӧкмыс                        | ӧкмысöт                        |
| 10      | дас                          | дасöт                          |
| 11      | дасӧтік                      | дасӧтікöт                      |
| 12      | даскык                       | даскыкöт                       |
| 13      | даскуим                      | даскуимöт                      |
| 14      | даснёль                      | даснёльöт                      |
| 15      | дасвит                       | дасвитöт                       |
| 16      | дасквать                     | даскватьöт                     |
| 17      | дассизим                     | дассизимöт                     |
| 18      | даскыкьямыс                  | даскыкьямысöт                  |
| 19      | дасӧкмыс                     | дасӧкмысöт                     |
| 20      | кыкдас                       | кыкдасöт                       |
| 21      | кыкдас ӧтік                  | кыкдас ӧтікöт                  |
| 30      | куимдас                      | куимдасöт                      |
| 40      | нёльдас                      | нёльдасöт                      |
| 50      | витдас                       | витдасöт                       |
| 60      | кватьдас                     | кватьдасöт                     |
| 70      | сизимдас                     | сизимдасöт                     |
| 80      | кыкьямысдас                  | кыкьямысдасöт                  |
| 90      | ӧкмысдас                     | ӧкмысдасöт                     |
| 100     | сё                           | сёöт                           |
| 1000    | сюрс                         | сюрсöт                         |
| 1985    | сюрс öкмыссё кыкьямысдас вит | сюрс öкмыссё кыкьямысдас витöт |

## Pronombres personales
Los pronombres personales Komi-Permyak se flexionan en todos los casos. El lenguaje no hace distinción entre él, ella y él. El caso nominativo de los pronombres personales se enumeran en la siguiente tabla:
| Pronombres personales | Pronombres personales |
| Komi-Permyak          | Español               |
| Singular              | Singular              |
| --------------------- | --------------------- |
| мe                    | yo                    |
| тэ                    | tú                    |
| ciя                   | él/ella/eso           |
| Plural                |                       |
| мийö                  | nosotros              |
| тiйö                  | vosotros              |
| нія                   | ellos/ellas           |

## Verbos
Los verbos del Komi-Permyak muestran el tiempo (presente, futuro, pasado), humor (indicativo, imperativo, evidencial, optativo, condicional y conjuntivo), voz y aspecto.
El tallo verbal es una 2ª persona singular del modo imperativo: мун 'ir', кер 'hacer'. Todas las otras formas se forman añadiendo sufijos al tallo.
Algunos tallos verbales que tienen un grupo de consonantes al final se expanden con una llamada "voyelle de soutien" ы que se deja caer antes de los sufijos que comienzan con una vocal: кывзы = кывз + ы 'hear', видчы 'swear' = видч + E, e. gramo. Кывзыны 'escuchar', кывзытöн 'oír' pero кывзі 'oí', кывзö 'oye', кывзан 'oyes'. Por lo tanto, estos tallos con un grupo de consonantes tienen sus variantes completas y reducidas.
Los infinitivos del permiano están marcados con -iы añadido a un tallo como en мyнны 'to go', кывзыны 'hear'
Todos los verbos Komi-Permyak se conjugan de la misma manera, excepto para el verbo defectuoso вöвны 'to be'.
La negación se expresa principalmente por un negador conjugado que precede al tallo, e. gramo. Эг мун 'No fui'.
El estado de ánimo indicativo tiene tres tiempos: presente, futuro y pasado. El marcador principal del tiempo presente y futuro es а (negat. О), el marcador del tiempo pasado es и (negat. Э).
Aquí está la conjugación de verbo керны 'hacer':
| Persona  | Presente   | Presente   | Futuro     | Futuro     | Pasado     | Pasado     |          |          |          |          |          |          |
| Persona  | Afirmativo | Negación   | Afirmativo | Negación   | Afirmativo | Negación   |          |          |          |          |          |          |
| Singular | Singular   | Singular   | Singular   | Singular   | Singular   | Singular   | Singular | Singular | Singular | Singular | Singular | Singular |
| -------- | ---------- | ---------- | ---------- | ---------- | ---------- | ---------- | -------- | -------- | -------- | -------- | -------- | -------- |
| 1.ª      | кера       | ог кер     | кера       | ог кер     | кери       | эг кер     |          |          |          |          |          |          |
| 2ª       | керан      | он кер     | керан      | он кер     | керин      | эн кер     |          |          |          |          |          |          |
| 3ª       | керö       | оз кер     | керас      | оз кер     | керис      | эз кер     |          |          |          |          |          |          |
| Plural   |            |            |            |            |            |            |          |          |          |          |          |          |
| 1.ª      | керам(ö)   | ог(ö) керö | керам(ö)   | ог(ö) керö | керим(ö)   | эг(ö) керö |          |          |          |          |          |          |
| 2ª       | керат(ö)   | од(ö) керö | керат(ö)   | од(ö) керö | керит(ö)   | эд(ö) керö |          |          |          |          |          |          |
| 3ª       | керöны     | оз(ö) керö | керасö     | оз(ö) керö | керисö     | эз(ö) керö |          |          |          |          |          |          |

## Algunas frases
| Komi-Permyak          | Español                       |
| --------------------- | ----------------------------- |
| Дыр ов! Дыр олö!      | Hola (Singular) Hola (Plural) |
| Олат-вöлат!           | ¿Qué tal?                     |
| Бур асыв!             | Buenos días                   |
| Бур лун!              | Buenas tardes                 |
| Бур рыт!              | Buenas noches                 |
| Аттьö!                | Gracias                       |
| Нем понда!            | De ningún modo                |
| Эн жö вид!            | Perdón                        |
| Кыдз тэнö шуöны?      | ¿Cómo te llamas?              |
| Менö шуöны питэрлэик. | Mi nombre es piterleik        |
| Кöр локтан?           | ¿Cuándo vienes?               |
| Ашын.                 | Mañana                        |
| Мый керан?            | ¿Qué estás haciendo?          |
| Муна босьтасьны.      | Estoy yendo a las tiendas     |
| Тэ кытöн?             | ¿Dónde estás?                 |
| Ме öши.               | Me he perdido                 |
| Мый дона?             | ¿Cuánto cuesta?               |
| Вит руб.              | 5 rublos                      |
| Адззисьлытöдз!        | Adiós                         |
| Талун кресення?       | ¿Hoy es domingo?              |
| Мыйнö!                | Sí                            |
| Ог тöд!               | No sé                         |
| Менам абу сьöм.       | No tengo dinero               |
| Сэтчин пос абу.       | No hay puente aquí            |
| Но!                   | Vale                          |